# 안드레아 헤이스
안드레아 헤이스(1969년 1월 12일 ~)는 미국의 수영 선수이다. 그녀는 1988년 서울 하계 올림픽에서 미국을 대표했다. 1988년 올림픽때, 그녀는 200m 배영 결승전에서 2시간 15분 2초로 6위를 했다. 그녀는 1985년 도쿄 범태평양 수영 선수권 대회에 출전했고 200m 배영에서 금메달을 획득했다.